# 2015年のスポーツ
< 2015年
- 年度別スポーツ記事一覧

2015年のスポーツでは、2015年（平成27年）のスポーツ関連の出来事についてまとめる。
2015年前後：2014年のスポーツ - 2015年のスポーツ - 2016年のスポーツ

## できごと
下記のスポーツはそれぞれの個別記事を参照すること。
2015年の野球（プロ野球、MLB）、2015年のサッカー、2015年の相撲、2015年のバレーボール、2015年のバスケットボール、2015年の日本競馬、2015年の自転車競技（競輪）、2015年のNFL
ただし上記に含まれるスポーツのうち、世界的な影響があった事件、一般社会に対しても長期的かつ大きな影響を及ぼした事件や快挙、複数のスポーツに跨る事態等については本項に重複記載する。

### 1月
- 3日 - 【アメリカンフットボール】 日本アメリカンフットボール協会は、今年7月に行われる世界選手権の開催地を当初のスウェーデンからアメリカ・オハイオ州に変更すると発表。スウェーデンの経済的理由により開催が不可能となったことによる[1]。
- 4日 - 【ゴルフ】 プロゴルファーの松山英樹が、今季も米国PGAツアーに専念するため日本国内ツアーのシード権を辞退したことを発表[2]。さらに松山は11月23日に宮崎県内で「2016年も日本国内ツアーのメンバー登録はしない」ことを表明した[3]。
- 6日 - 【自動車】 国際自動車連盟（FIA）は、2016年から満18歳未満の者についてF1参戦を認めないと発表[4]。
- 7日 - 【バスケットボール】 日本ナショナル・リーグの和歌山トライアンズが経営難からこの日をもって活動を停止[5]。また運営会社の和歌山バスケットボールも同日付で事業を停止して破産手続きに入った[6]。運営会社が破綻したのはリーグ設立後初めてとなる。
- 8日 - 【その他】 第64回日本スポーツ賞の表彰式が行われ、バレーボール全日本女子が競技団体別最優秀賞を受賞。昨年8月のバレーボールワールドグランプリ初の銀メダル獲得による[7]。
- 14日 - 【陸上競技】 ロンドンマラソンの大会主催者は、女子マラソン世界最高記録保持者のポーラ・ラドクリフ（イギリス）が4月26日に行われる同大会を最後に引退すると発表[8]。
- 16日
  - 【フィギュアスケート】 ソチ五輪女子フィギュアスケート銅メダリストのカロリナ・コストナー（イタリア）が、「元恋人がドーピング検査逃れを企てた際に協力した」疑いで1年4か月の資格停止処分[9]。これに対しコストナー側は3月3日、イタリアオリンピック委員会と共に今回の決定を不服としてスポーツ仲裁裁判所に提訴した[10]。
  - 【その他】 第49回テレビ朝日ビッグスポーツ賞に世界選手権で個人金メダル5連覇を達成した体操の内村航平と、ソチ五輪で日本人初の金メダルを獲得したフィギュアスケートの羽生結弦の二人を選出[11]。
- 18日 - 【卓球】 全日本卓球選手権で石川佳純が女子では1960年度の山泉和子以来、54年ぶりにシングルス・ダブルス・混合ダブルスの3冠を達成[12]。
- 21日 - 【スノーボード】 スノーボード世界選手権女子スロープスタイルで鬼塚雅が優勝。16歳3か月の同選手権史上最年少優勝記録を更新した[13]。
- 22日 - 【レスリング】 2012年ロンドン五輪男子フリースタイル66kg級金メダリストの米満達弘が現役引退を表明。今後は指導者に転身する[14]。
- 23日 - 【大相撲】 初場所13日目で横綱・白鵬が33回目の幕内優勝を決め、元横綱・大鵬が持っていた32回を超え、歴代最多優勝記録を更新[15]。

### 2月
- 5日 - 【卓球】 日本卓球協会はISIL（IS）による日本人襲撃事件を受け、予定していた「クウェート・オープン」と「カタール・オープン」への選手派遣を取りやめると発表。両大会は国際卓球連盟のワールドツアーとして組み込まれており、今後の世界ランキング及び世界卓球選手権のシード権への影響が懸念される[16]。
- 8日 - 【ラグビー】 第52回ラグビー日本選手権大会1回戦で帝京大学（学生代表）がNECグリーンロケッツ（トップリーグ・ワイルドカード）を31-25で下す。学生代表がトップリーグのチームに日本選手権で勝利したのは2006年（第43回）に早稲田大学がトヨタ自動車ヴェルブリッツを28-24で下して以来、9年ぶり[17]。
- 9日 - 【プロレス】 プロレスラーの天龍源一郎が東京都内で行われた記者会見で「本年11月をもって引退する」と発表[18]。
- 14日 - 【スキー】 ノルウェーで開催されたワールドカップジャンプのフライングヒル2本目で、ペテル・プレブツ（スロベニア）が250.0メートルの世界最長記録を更新し優勝[19]。
- 15日 - 【カーリング】 北海道北見市で開催された日本カーリング選手権大会最終日は、低気圧による暴風雪の影響で交通障害などが発生したため、午後に行われた決勝戦が無観客試合となった[20]。
- 17日 - 【ラグビー】 ラグビーワールドカップで二度にわたり日本代表の主将を務めた箕内拓郎が現役引退を表明。今後は現在所属しているNTTドコモレッドハリケーンズのコーチとして後進の指導に当たる[21]。
- 18日
  - 【水泳】 メキシコ政府は、2017年に同国グアダラハラで開催する予定であった世界水泳選手権について、2014年からの原油価格下落に伴う国家財政への打撃と歳出削減の観点から開催を断念し、大会を返上することを発表[22][23]。
  - 【ゴルフ】 日本女子プロゴルフ協会（LPGA）は、今季から独自ポイントにより算出されている「LPGAメルセデスランキング」で、MVPになった選手に対して翌年から3年間の無条件シード権を付与すると発表[24]。
  - 【卓球】 4月に行われる世界卓球選手権の日本代表選考の方法に関し、ミキハウス社長の木村皓一が日本卓球協会強化本部長の星野一朗と会談し、改善を訴えた[25][26]。
- 24日 - 【ボクシング】 日本ボクシングコミッション（JBC）の理事会が行われ、新コミッショナーに東京ドーム社長の久代信次が就任。コミッショナーの交代は19年ぶりとなる[27]。
- 25日 - 【プロレス】 女子プロレス・スターダムは、2月22日に後楽園ホールで行った興行で、対戦相手の安川惡斗に執拗な顔面攻撃を行い、頬骨及び鼻骨、眼窩底骨折などの大けがを負わせた世IV虎に対し無期限出場停止及び王座剥奪、試合無効とする処分を発表。また代表、ゼネラルマネージャーなど3人も3か月間の減給（30%）処分に[28]。その後世IV虎は6月に引退。安川もこのけがが原因で12月23日の後楽園ホールでの興行を最後に引退した[29]。
- 26日 - 【ラグビー】 近鉄花園ラグビー場の土地について、地元の大阪府東大阪市が近畿日本鉄道から約45億円で買い取ることで大筋合意。建物については既に無償譲渡することが決まっている。また近鉄が東大阪市に対し「ラグビー振興費用」として5億円を寄付する方針であることも明らかに[30]。

### 3月
- 1日 - 【陸上競技】 この日行われたびわ湖毎日マラソンで、ペースメーカーの1人が折り返し地点を直進するハプニング。何とか先頭集団には戻ったものの、離脱する予定の30km手前で脱落した[31]。
- 2日 - 【ラグビー】 日本で開催されるラグビーワールドカップ2019の12会場が発表され、建て替え工事中の国立競技場で開幕戦と決勝戦を、またその他の試合を東大阪市花園ラグビー場など11か所で行うことを決定。この中には東日本大震災の被災地である岩手県釜石市で建設が予定されている「釜石鵜住居復興スタジアム」のほか、サッカーJリーグのホームスタジアム8会場も含まれる[32]。
- 4日 - 【ゴルフ】 男子メジャー大会の一つ『全英オープン』の開催地として知られる、イギリスのロイヤル・セントセントジョージズ・ゴルフクラブが長年行ってきた「女人禁制」を廃止し、女性にも門戸を開放することが会員の投票で決定し規則が改正された[33]。
- 6日
  - 【ゴルフ】 日本ゴルフツアー機構（JGTO）の総会において、日本国外を主戦場とするシード選手の出場義務試合数を最低5試合とする現行の規定を維持すると同時に、これに違反した場合は1年間の出場資格停止処分とする罰則規定を明記した[34]。
- 11日 - 【陸上競技】 日本陸上競技連盟（以下日本陸連と表記）は、8月に北京で開催される世界陸上のマラソン代表として今井正人（トヨタ自動車九州）、藤原正和（ホンダ）、前田和浩（九電工）、重友梨佐（天満屋）、前田彩里（ダイハツ）、伊藤舞（大塚製薬）の男女計6名を選出した[35]。しかし女子の選考に際し、昨年11月の横浜国際女子マラソンで優勝した田中智美（第一生命）が外れたことについて、質問したスポーツライターの増田明美と陸連幹部が激しくやり合う場面があった[36]。また田中が所属する第一生命陸上競技部監督の山下佐知子[37] や元陸上選手でタレントの武井壮[38] も今回の選考結果に不満をあらわにした。更に理事を務める高橋尚子も3月20日、理事会の席上で今回の選考結果に異議を唱えていたことを明らかにした上で、会長の横川浩に対しては改善策を示したことを表明した[39]。
- 15日 - 【競歩】 全日本競歩能美大会の男子20kmで、鈴木雄介（富士通）が1時間16分36秒の世界最高記録で優勝。1週間前にフランス人選手か記録した1時間17分02秒を26秒更新した[40]。
- 23日 - 【競泳】 国際水泳連盟は、北京五輪男子400m自由形金メダリストの朴泰桓（韓国）をドーピング違反により1年6か月の資格停止にしたと発表。これにより、朴のリオ五輪出場は絶望的な状況に[41]。その後、2016年5月11日に発表された韓国代表にも国内規定により選出されず、出場への道が完全に絶たれた[42]。
- 25日 - 【陸上競技】 1月にロシアの反ドーピング機関が競歩選手など6名に課した資格停止期間について、国際陸上競技連盟（以下国際陸連と表記）が「意図的に停止期間が選ばれた」としてスポーツ仲裁裁判所に提訴[43]。
- 26日 - 【野球】 2010年8月に札幌ドームで行われたプロ野球の日本ハム戦を観戦中に飛んできた打球が顔面に当たり右目を失明したとして、観客が日本ハム球団などを訴えた裁判で、札幌地方裁判所は観客の訴えを認め、球団側などに約4200万円の賠償命令[44]。これに対し球団側などは4月7日、判決を不服として札幌高等裁判所に控訴した[45]。
- 28日 - 【自動車】 ドイツで行われた耐久自動車レースで、マシンがクラッシュした際の巻き添えで観客1名が死亡する事故が発生。レース自体も赤旗中断の後中止に[46]。
- 30日 - 【ハンドボール】 3月28日に行われた全国高等学校ハンドボール選抜大会準々決勝・浦添高対法政二高戦は当初34-33で浦添の勝利としたが、この日になって浦添のゴールが無効であるとして33-33にスコアを修正したため混乱。その後行われた決勝戦の北陸高対浦和学院高が前半終了時点で打ち切りとなり両校優勝となる異例の措置となった[47][48]。

### 4月
- 1日 - 【バスケットボール】 ジャパン・プロフェッショナル・バスケットボールリーグ（JPBL）運営法人が設立された[49]。
- 4日 - 【水泳】 100歳になる長岡三重子が、1500m自由形を1時間15分54秒で泳ぎ、100歳以上として世界で初めて1500mを完泳する[50]。
- 7日 - 【陸上競技】 3月15日に行われた横浜マラソンで、コースの一部だった首都高速道路区間の距離を地図上の計測だけで済ませてしまったため、大会当日に日本陸連がコースを自転車で実際に走って計測したところ、距離がフルマラソンで186.2m、10km部門で94.1m短かったため陸連公認コースとして認められず、記録も非公認となることが判明[51][52]。
- 16日 - 【バスケットボール】 bjリーグ・大分ヒートデビルズの運営会社が経営難を理由にリーグを撤退し、愛媛県の学校法人に譲渡することが明らかに。チームは2005年の創設以来観客の伸び悩みなどで何度も経営難となり、その都度運営会社を変更して存続していた[53]。
- 17日 - 【スピードスケート】 2006年のトリノ五輪から三大会連続で五輪に出場し、2010年のバンクーバー五輪では500mで銀メダルを獲得した長島圭一郎が近年の成績不振を理由に引退を発表。今後は現所属先の日本電産サンキョーでスピードスケートの普及などに従事し、将来は指導者への転向を目指す[54]。
- 21日 - 【ボクシング】 5月9日にアメリカ・テキサス州で開催される亀田和毅対ジェイミー・マクドネル（イギリス）の試合について、WBOはWBAとの統一戦とは認めないと発表。また場合によってはWBO世界バンタム級王者である亀田の王座剥奪の可能性もあるとしていたが[55]、3日後の24日になって亀田側が王座返上を表明した[56]。
- 22日 - 【ボクシング】 WBA世界フライ級タイトルマッチで、井岡一翔がファン・カルロス・レベコに勝利し、ジェフ・フェネックの持つプロ20戦目での3階級制覇という世界最速記録を27年ぶりに更新するプロ18戦目での3階級制覇を果たした[57]。
- 30日 - 【自動車】 ベルギー・スパ・フランコルシャンサーキットで行われていた世界耐久選手権第2戦のフリー走行中、中嶋一貴が運転していたマシンが前を走っていた車両に追突しスピン。この事故で中嶋は脊髄損傷の重傷を負い現地の病院に入院した[58]。

### 5月
- 7日 - 【競艇】 73歳の加藤峻二（登録番号1485）が現役を引退。加藤の引退により最古参の選手の登録番号が2000番台となる[59]。
- 28日 - 【陸上競技】 日本陸連は毎年11月に行われていた『国際千葉駅伝』について、「国際大会の増加で有力選手の参加が難しくなった」ことを理由に2014年の第26回大会をもって終了すると発表[60]。
- 30日 - 【ボクシング】 WBO世界ミニマム級王座決定戦で、田中恒成が日本最速となるプロ5戦目で世界王座獲得に成功[61]。
- 31日 - 【陸上競技】 アメリカ・カリフォルニア州で行われたマラソン大会で、92歳65日の米国人女性が7時間24分36秒で完走。5年前にホノルルマラソンで記録した92歳19日の女性世界最高齢完走記録を46日更新した[62]。

### 6月
- 1日 - 【ボクシング】 スポーツ専門テレビ局・ESPNの電子版は、5月1日にアメリカ・ラスベガスで行われたWBCライト級王座決定戦で粟生隆寛を2回TKOで下したレイムンド・ベルトラン（メキシコ）が、試合後の尿検査で使用が禁止されている筋肉増強剤の陽性反応を示していたことが判明したことから試合無効及びベルトランに対し資格停止処分、罰金が課される見通しであると報じた[63]。その後8月13日にネバダ州のコミッションから正式に試合無効、9か月間の出場停止及び日本円で約316万円の罰金処分が科された[64]。
- 4日 - 【競泳】 昨年行われた仁川アジア大会の開催中に韓国メディアのカメラを盗んだとして現地の検察から有罪判決を受け、これを不服として裁判を続けていた冨田尚弥が「これ以上（裁判を）続けても意味はない」として控訴を断念することを表明。これにより日本円で約11万円の略式命令が確定[65]。
- 15日
  - 【ゴルフ】 全米女子オープン日本地区最終予選で中学3年生の山口すず夏が通算9アンダーの2位タイに入り、日本女子ゴルフ史上最年少となる14歳341日で本戦出場権を獲得した[66]。
  - 【陸上競技】 ハンマー投の室伏広治が、6月26日から新潟県で開催される日本選手権を欠場すると日本陸連が発表。これにより、日本選手権での連勝が20でストップした。なお競技生活は続ける見通し[67]。更に6月19日には男子100メートルの桐生祥秀も「右大腿部裏の肉離れの回復が思わしくない」として欠場を表明した[68]。
- 19日 - 【ボクシング】 元WBA世界スーパーウェルター級暫定王者の石田順裕がグリーンツダボクシングクラブで現役引退を発表[69]。
- 22日 - 【総合】 北朝鮮が、7月3日から開催されるユニバーシアード光州大会に不参加することを大会組織委員会に通告したことが明らかに。不参加の理由としてソウル市内に国連の北朝鮮人権事務所が設置されることや韓国との軍事対立関係を挙げている[70]。
- 25日 - 28日 - 【ゴルフ】 女子プロゴルフ『アース・モンダミンカップ』で、表純子が2011年から続けている連続試合出場記録を155とし、北田瑠衣がマークした154試合を抜いて日本女子ツアー新記録を樹立[71]。大会はイ・ボミ（韓国）が李知姫（韓国）とのプレーオフの末優勝し賞金2520万円を獲得。ツアー史上最速で年間獲得賞金1億円を突破した[72]。

### 7月
- 5日 - 【サッカー】 2015 FIFA女子ワールドカップ決勝で、連覇を狙ったサッカー日本女子代表（以下なでしこジャパンと表記）はアメリカ代表に2-5で敗戦し準優勝に終わる[73]。
- 17日 - 【自動車】 2014年のF1日本グランプリのレース中の事故で意識不明の重体だったジュール・ビアンキ（フランス）がフランス国内の病院で逝去[74]。F1でレース中の死亡事故は1994年のサンマリノGPでのアイルトン・セナ以来21年ぶり。

- 17日 - 20日 - 【ゴルフ】 スコットランド・セントアンドリュースで行われている第144回全英オープンゴルフは、17日が大雨のため3時間、また18日が強風のため約10時間30分それぞれ中断した影響により20日の月曜日に最終日を実施。月曜日が最終日となるのは1988年大会以来27年ぶり[75]。

### 8月
- 3日 - 【陸上競技】 世界陸上北京大会の男子マラソン代表に選出されていた今井正人（トヨタ自動車九州）が、北海道合宿中に髄膜炎を起こして入院したため同大会を欠場することを日本陸連が発表した[76]。→3月11日の出来事参照
- 12日
  - 【フェンシング】 大分市で6月20日に行われた国体大分県予選の少年男子の部で、判定機器が不正操作された疑いがあったとして、大分県フェンシング協会は当日大会運営を担当していた男性高校教諭を追放処分にしたと発表[77]。
  - 【MLB】 シアトル・マリナーズの岩隈久志が対ボルチモア・オリオールズ戦でノーヒットノーランを達成。日本人投手がノーヒットノーランを達成したのは2001年の野茂英雄（当時ボストン・レッドソックス所属）に次いで2人目[78](正式回数は3回目)。
- 15日 - 【ゴルフ】 女子プロゴルフ『NEC軽井沢72ゴルフトーナメント』2日目で、渡邉彩香が5番（パー4）で第2打が直接カップインするイーグル、16番（パー5）では第2打が直接カップインするアルバトロスを達成。女子の試合で同日にアルバトロスとイーグルの両方を達成したのは2011年のスタンレーレディスでの有村智恵に次いで史上2人目[79]。
- 29日・30日 - 【陸上競技】 世界陸上北京大会の男子50km競歩で、谷井孝行（自衛隊）が3時間42分55秒で3位に入り、日本競歩界初のメダルを獲得すると同時に2016年リオ五輪代表に内定した[80]。また30日に行われた女子マラソンでは伊藤舞（大塚製薬）が2時間29分48秒で7位に入り、谷井と同様にリオ五輪代表に内定した[81]。

### 9月
- 5日 - 【バスケットボール】 中国で行われた女子バスケットボールのリオ五輪予選を兼ねたアジア選手権で、日本が中国を85-50で下し、2004年のアテネ五輪以来3大会ぶりに五輪への出場権を獲得した[82]。
- 11日 - 【その他】 10月1日に発足するスポーツ庁の初代長官にソウル五輪水泳男子100メートル背泳ぎ金メダリストの鈴木大地が就任[83]。なお今回の長官就任に伴い、鈴木が務めていた日本水泳連盟会長職は辞任することになる[84]。
- 15日 - 【バスケットボール】 男子プロリーグの日本プロバスケットボールリーグとナショナル・バスケットボール・リーグを統合した新リーグ・ジャパン・プロフェッショナル・バスケットボールリーグの通称を「B.LEAGUE（ビー・リーグ）」とし、合わせてリーグのロゴマークも発表された[85]。
- 19日 - 【ラグビー】 2015年ワールドカップイングランド大会（以下W杯イングランド大会と表記）の1次リーグB組第1戦で、ラグビー日本代表は強豪・南アフリカ代表に34-32で逆転勝ち。歴史的勝利を収めた[86]。
- 23日 - 【ラグビー】 W杯イングランド大会1次リーグB組第2戦で、日本代表はスコットランド代表に10-45で敗れる[87]。
- 26日 -【総合】 和歌山で第70回記念国民体育大会(紀の国わかやま国体)開幕[88]（10月4日まで）。
- 28日 - 【東京五輪】 2020年東京五輪組織委員会は、2020年東京五輪における追加種目として「野球・ソフトボール」「空手」「スケートボード」「スポーツクライミング」「サーフィン」の5競技18種目を国際オリンピック委員会（IOC）へ提案することを発表。なお6月時点で決まっていた種目の候補のうち「スカッシュ」「ボウリング」「太極拳などの武術」は落選[89]。

### 10月
- 3日 - 【ラグビー】 W杯イングランド大会1次リーグB組3戦目で、日本代表はサモア代表に26-5で勝利[90]。
- 8日 - 【ボクシング】 8月16日に大阪府貝塚市内の公園で男性に対して因縁をつけて殴り、あごの骨を折る重傷を負わせたとして、大阪府貝塚警察署は傷害の疑いで大阪帝拳ジム所属のプロボクサー・京口竜人を逮捕。調べに対し容疑を認めている[91]。
- 10日
  - 【ラグビー】 W杯イングランド大会1次リーグB組でスコットランドが36-33でサモアを破り、南アフリカに次ぐB組2位となり決勝トーナメント進出を決定。これにより日本は最終戦の米国戦を待たずして1次リーグ敗退が決定[92]。
- 11日 - 【ゴルフ】 女子プロゴルフ『スタンレーレディスゴルフトーナメント』で、イ・ボミ（韓国）が今季5勝目を挙げ賞金1620万円を獲得。年間獲得賞金額を約1億7954万円とし、残り7試合を残して横峯さくらが2009年に記録した1億7501万円を抜き年間獲得賞金額の最高記録を更新した[93]。
- 12日
  - 【ラグビー】 W杯イングランド大会1次リーグB組最終戦で、日本はアメリカに28-18で勝利[94]。
- 15日 - 【ラグビー】 W杯イングランド大会で大健闘を見せた日本代表及びスタッフ総勢50人に対し、2001年からオフィシャルスポンサーを務めている大正製薬が1人につき100万円、総額5000万円の報奨金を贈呈すると発表[95]。
- 16日
  - 【ボクシング】 アメリカ・シカゴで行われたWBA世界スーパーフライ級タイトルマッチで河野公平に判定負けし、4階級制覇を逃した亀田興毅が試合後に引退を表明[96]。
- 17日
  - 【陸上競技】 第92回箱根駅伝予選会で、東京国際大学が9位に入り陸上部創部5年目で初の本戦出場権を獲得[97]。一方国士舘大学は10位にわずか10秒及ばず予選落ちした[98]。
- 19日 - 【ボクシング】 アマチュアボクシングの女子ミドル級で活躍した、お笑いコンビ・南海キャンディーズの「しずちゃん」こと山崎静代が大阪市内で行った記者会見で、競技から引退することを発表[99]。
- 24日 - 【フィギュアスケート】 アメリカ・ミルウォーキーで行われたグランプリシリーズ第1戦で、シニアGPデビュー戦となる宇野昌磨が2位に入賞。無良崇人は10位に終わった。優勝はマックス・アーロン（アメリカ）[100]
- 25日 - 【陸上競技】 ケニアで行われたナイロビ国際マラソンで、男子の部2位とされた選手が賞金目当てで残り1kmを切った付近からコースに乱入した不正が発覚し、賞金没収の上警察当局に詐欺容疑で逮捕された[101]。
- 28日 - 【競泳】 FINA競泳ワールドカップ東京大会女子100mバタフライで、東京の中学3年生・池江璃花子が57秒56の日本新記録で優勝。現役中学生が同種目で日本記録を更新したのは1996年の青山綾里以来19年ぶり[102]。
- 29日
  - 【体操】 体操世界選手権・男子団体総合の決勝で、日本（内村航平・田中佑典・加藤凌平・萱和磨・早坂尚人・白井健三）が合計270.818点で優勝。日本の優勝は1978年ストラスブール大会以来37年ぶり6度目[103]。
- 30日 - 【フィギュアスケート】 グランプリシリーズ第2戦で、男子シングルの羽生結弦が総合2位、村上大介は3位にそれぞれ入賞。優勝はパトリック・チャン（カナダ）[104]。

### 11月
- 2日 - 【ハンドボール】 日本ハンドボールリーグ機構は東京都内で会見を行い、2025年の50周年へ向けたアクションプラン「JHL CHALLENGE 50」を発表した。5年後の20年に現在の男子9、女子7のチーム数を男女計20に増やし、1、2部制への移行を目指す[105]。
- 4日
  - 【ラグビー】 トップリーグのヤマハ発動機ジュビロは、所属選手の五郎丸歩が世界最高峰のラグビーリーグと呼ばれる「スーパーラグビー」に加盟するオーストラリアの「クイーンズランド・レッズ」でプレーすることを発表。今年度のトップリーグおよび日本選手権終了後にチームに合流する予定。なおスーパーラグビーでの全日程が終了次第、ヤマハに再合流する予定[106]。
  - 【ボクシング】 プロボクシングの元世界2階級制覇王者で、亀田三兄弟の次男・亀田大毅が「左目の網膜剥離の手術を三度受けたが視力が戻らず、また米国で行われた復帰戦でも敗れた」ことを理由に現役引退を決意[107]。
- 5日 - 【陸上競技】 ロシア陸上競技連盟（以下ロシア陸連と表記）は、昨年の名古屋ウィメンズマラソンを制したマリア・コノワロワら5選手が、薬物使用などのドーピング違反により2年から4年の資格停止処分にしたと発表[108]。
- 6日 - 【陸上競技】 国際陸連は、11月28日にモナコで予定していた年間表彰式典を「前会長が収賄容疑などでフランスの司法当局から捜査を受けている」ことを理由に中止することを発表すると同時に年間最優秀選手等についてはインターネットなどで発表すると表明した[109]。
- 7日 - 【フィギュアスケート】 2シーズンぶりに復帰した浅田真央が、グランプリシリーズ中国大会で優勝。また本郷理華も2位に入賞[110]。
- 8日
  - 【ボクシング】 ノンタイトル10回戦で、村田諒太がニュージーランドの選手に判定勝利[111]。
  - 【ラグビー】 2016年のリオ五輪で正式種目となる7人制ラグビーのオリンピック出場権をかけたアジア予選で、男子日本代表が決勝で香港に24-10で勝利し優勝。五輪出場権を獲得した[112]。
- 9日
  - 【陸上競技】 世界アンチ・ドーピング機関（WADA）はロシア陸上界の組織的なドーピング違反に対して、国際陸連に対して出場停止を勧告した[113]。
  - 【プロ野球】 巨人投手の福田聡志、笠原将生、松本竜也が野球賭博に関与していた問題で、球団は3人の契約を解除する方針を決定[114]。また、この問題における監督責任を取って球団代表の原沢敦が引責辞任を申し入れ、同日付で受理されたことも合わせて発表された。球団代表は当面の間、空席になる[115]。また翌11月10日にはNPBの調査委員会において3人を無期失格処分とし、球団に対しても制裁金1000万円を科すことが妥当とする最終報告書を提出。これを受けてコミッショナーの熊崎勝彦は報告書通りの処分が妥当であるとの裁定を下した[116]。これを受け、巨人は3選手との契約を正式に解除した[117]。現役選手がコミッショナーから処分されたのは1969年の「黒い霧事件」以来[118]。

- 13日 - 【陸上競技】 国際陸連は電話会議の形で緊急理事会を開催し、ロシア陸上競技界の組織的ドーピング問題を受けてロシア陸連に対して暫定的資格停止処分を下すと共に、 2016年にロシアでの開催を予定していた世界ジュニア陸上競技選手権大会及び競歩ワールドカップの開催権もロシアから剥奪する決定を行った[119]。またこれを受けて日本陸連は、11月15日のさいたま国際マラソンに出場予定だった女子ロシア選手1名の参加を停止した[120]。さらに11月17日には2日前の11月15日に行われた金沢マラソンで優勝した男子ロシア選手を失格とし、記録も抹消すると国際陸連が表明した[121]。
- 14日 - 【フィギュアスケート】 パリで発生した同時多発テロ事件を受け、国際スケート連盟はフランス・ボルドーで開催予定だったグランプリシリーズのフランス杯を中止すると発表[122]。その後11月23日に前日の11月13日に実施した男子ショートプログラムの成績の取扱いについて協議が行われ、これをそのまま最終順位とする決定が下された。これにより、1位の宇野昌磨（中京大中京高）の優勝が確定。12月に行われるファイナルにも選出された[123]。
- 15日
  - 【ゴルフ】 女子プロゴルフ『伊藤園レディス』でイ・ボミ（韓国）が今季6勝目をマーク。初の賞金女王に輝くと同時に優勝賞金1800万円を加算した今季の獲得賞金額を約2億780万円として女子プロゴルフ史上初となる2億円を突破[124]。さらに翌週行われた『大王製紙エリエールレディス』でも優勝（今季7勝目）し、優勝賞金1800万円を加算した獲得賞金額を2億2580万円余りとし、伊澤利光が2001年に記録した2億1793万円を抜き男女ゴルフ史上最高獲得賞金額を更新した[125]。→6月25日～28日及び10月11日の出来事参照
  - 【プロレス】 ミスタープロレス・天龍源一郎が、両国国技館で行われた引退試合でオカダ・カズチカと対戦、17分27秒におよぶ激闘の末敗戦。40年のレスラー生活に別れを告げた[126]。→2月9日の出来事参照
- 17日 - 【ゴルフ】 日本ゴルフ協会（JGA）は、10月に行われた日本オープンゴルフにエントリーしながら直前に欠場を表明した岩田寛について、JGA主催競技の2年間の出場停止処分にしたことを発表[127]。
- 18日 - 【総合】 日本オリンピック委員会（JOC）は理事会で、加盟申請が出されていた日本サーフィン連盟を加盟団体として承認。サーフィンは2020年東京五輪の追加種目として、2020東京大会組織委員会から国際オリンピック委員会（IOC）に提案されているが、サーフィンの競技団体はJOCに加盟していなかった[128]。
- 20日 - 【大相撲】 大相撲第55代横綱で日本相撲協会理事長を務めていた北の湖敏満が逝去[129][130]。12月18日に後任の理事長として八角信芳が就任することが決定[131]。
- 21日 - 【競馬】 2013年の天皇賞・春に出走した（3着）ことがあるイギリスのレッドカドーが、競走中に骨折した左前脚の手術後の合併症が悪化したことにより安楽死処分[132]。
- 25日
  - 【体操】 2008年北京五輪と2012年ロンドン五輪代表の鶴見虹子（日体大）が、度重なる故障の影響により28日から始まる全日本団体選手権の出場を最後に現役を引退することを表明した[133]。
  - 【陸上競技】 大阪国際女子マラソンで2013年大会から三連覇を果たしたタチアナ・ガメラ＝シュミルコ（ウクライナ）が、生体パスポート検査で異常値を示すドーピング違反により同国の陸上競技連盟から2019年9月まで出場停止処分になったことが明らかに。記録は2011年8月からさかのぼって抹消されるため、同大会2013年2位の福士加代子と2014年2位の赤羽有紀子が繰り上げ優勝となる[134][135]。
- 26日 - 【陸上競技】 国際陸連は2015年度の年間表彰選手を発表し、ライジングスターアワード（新人賞）には2015年世界ユース陸上競技選手権大会男子100m/200mの二種目で優勝し、世界陸上北京大会に日本代表として出場したサニブラウン・アブデル・ハキーム（城西高）が日本選手として初めて選出された[136][137]。
- 28日 - 【フィギュアスケート】 NHK杯フィギュアで、羽生結弦が322.40点の世界最高得点をマークして2位以下に大差をつけ優勝。12月のグランプリファイナル進出を果たした[138]。また女子は日本の宮原知子がグランプリシリーズ初優勝を飾ったが、浅田真央は3位に終わった[139]。
- 29日
  - 【ラグビー】 女子ラグビー7人制・リオ五輪アジア予選の決勝で、女子日本代表（サクラセブンズ）がカザフスタンに14-7で勝ち、2016年リオ五輪出場を決めた[140]。
  - 【重量挙げ】 ウエイトリフティング世界選手権で日本女子は9位となり、2016年リオ五輪出場枠を最大4枠までを獲得できる見通しに。この結果を受け日本ウエイトリフティング協会は選考基準により、同大会48キロ級で銅メダルを獲得した三宅宏実の4大会連続となる五輪出場が内定した。一方日本男子は26位で、今大会でのリオ五輪出場枠の獲得は困難に[141]。

### 12月
- 1日 - 【陸上競技】 箱根駅伝の5区（小田原→箱根・芦ノ湖）について、現在の23.2kmから距離を短縮する方向で協議が開始されたことが明らかに。選手の負担を軽減することを目的にしたもので、3年以内に見直すとしており、早ければ2017年の第93回大会から実施されることになる。5区の距離は2006年からこれまでの20.9kmから23.4kmに延長され、2015年の第91回は函嶺洞門閉鎖によるコース変更に伴い23.2kmで行われていた[142][143]。
- 4日 - 【総合】 2020年に北関東地方を中心に開催される高校総体で行われる19競技が、同年に開催される東京五輪及び東京パラリンピックの影響により開催地選定が難航していることが明らかに。宿泊施設の確保が困難になっていることが選定難航の理由となっている[144]。
- 5日 - 【ソフトボール】 日本女子リーグ1部のペヤングが、部員の大量退部により試合参加が困難になったとして休部することを発表。ペヤングの休部により2部降格となっていたNECプラットフォームズが1部に残ることになった[145]。
- 8日
  - 【ボディービル】 ボディービルダーの和泉悠太が、日本アンチ・ドーピング機構（JADA）から禁止物質が検出されたことによるドーピング違反で8月21日から8年間の資格停止処分にされていたことが明らかに。和泉は2013年にもドーピング違反で資格停止処分を受けており、過去10年以内で二度目の処分となるため長期の資格停止となった[146]。
  - 【その他】 2015報知プロスポーツ大賞の受賞者に野球部門はヤクルト・山田哲人とソフトバンク・柳田悠岐、サッカー部門は大久保嘉人、ボクシング部門は山中慎介、ゴルフ部門は小平智、大相撲部門は嘉風雅継がそれぞれ選出。またラグビー日本代表と西武・秋山翔吾を特別賞に選出した他、フレッシュ賞には女子ゴルフの菊地絵理香を選出[147][148]。
- 9日
  - 【東京五輪】 国際オリンピック委員会（IOC）の理事会において、2020年東京五輪の自転車競技のうちトラック競技及びマウンテンバイク競技を当初の東京都江東区から静岡県伊豆市に変更して開催されることが決定した[149]。
  - 【ゴルフ】 プロゴルファーの李知姫（韓国）が、大阪国税局の税務調査で2013年までの5年間で3億円の申告漏れを指摘されていたことが明らかに。所得申告は韓国で行っていたものの、関西地方を拠点に活動していたことから日本で納税義務があると判断されたもの。既に修正申告に応じ、追徴税額を納付している[150]。
- 10日 - 【その他】 2015毎日スポーツ人賞のグランプリにラグビー日本代表、ベストアスリート賞には体操の内村航平、新人賞はサニブラウン・ハキーム（陸上）と三須穂乃香（パラ陸上）、特別賞にはウィルチェアーラグビー日本代表・日本生命野球部・バスケットボール女子日本代表がそれぞれ受賞[151][152]。
- 12日 - 【体操】 豊田国際競技会で、白井健三が床運動で男子では最高のH難度に相当する新技に挑戦し成功、15.700点で優勝した。また国際体操連盟に新技として申請することを発表。来年2月に予定されているFIG技術委員会で認定されれば「シライ3」と命名される予定[153]。
- 13日
  - 【フィギュアスケート】 グランプリシリーズ最終戦で、男子は羽生結弦が合計330.43点で自身の世界最高得点を更新し史上初の3連覇を達成。日本勢はほかに、初出場の宇野昌磨が3位に入賞、村上大介は6位に終わる。一方女子はエフゲニア・メドベージェワ（ロシア）が222.54点で初優勝、2位には初出場の宮原知子が自己最高の208.85点をマークし入賞したが、浅田真央はジャンプでミスが相次ぎ振るわず、最下位の6位に終わった[154]。
- 14日 - 【ゴルフ】 第4回日本プロゴルフ殿堂の顕彰者に橘田規（2003年逝去）、杉本英世、大迫たつ子の3名を選出したことを発表[155]。
- 16日
  - 【陸上競技】 日本陸連は2015年の年間表彰選手を発表し、アスリート・オブ・ザ・イヤー（最優秀選手）として世界選手権北京大会男子50km競歩で3位（銅メダル）に入った谷井孝行（自衛隊体育学校）、新人賞には男子短距離のサニブラウン・アブデル・ハキーム（城西高）と女子やり投の北口榛花（旭川東高）を選出。同日行われた日本陸連アスレティック・アワード2015で表彰した[156]。
- 17日 - 【その他】 第65回日本スポーツ賞の選考委員会が開かれ、グランプリ（大賞）はレスリング世界選手権女子58キロ級で優勝し、五輪と合わせ通算13度目の世界一となった伊調馨を選出。さらに特別賞にはラグビーのW杯イングランド大会で強豪・南アフリカを破った日本代表と、体操の世界選手権男子団体総合で37年ぶりに優勝した日本代表を、また奨励賞には水泳の世界選手権女子200メートル平泳ぎで優勝した渡部香生子をそれぞれ選出した[157]。
- 18日 - 【ラグビー】 日本ラグビー協会は、12月12日のトップリーグ・東芝対パナソニック戦で相手フランカーの腕を噛んだとして、東芝の德永祥尭に対し公式戦6試合の出場停止処分を科したことを発表[158]。
- 19日 - 【スキー】 ワールドカップジャンプ男子個人第6戦で葛西紀明が3位入賞。43歳6か月の葛西は自らの持つW杯最年長表彰台記録を更に更新した[159]。
- 20日 - 【水球】リオ五輪予選を兼ねたアジア選手権の男子で日本代表（ポセイドンジャパン）が中国に16-10で勝利。5チームの総当たり戦で4戦全勝として1984年ロス五輪以来32年ぶりの五輪出場を決めた[160]。
- 21日 - 【サッカー】 FIFAの倫理委員会は、重大な規定違反があったとして会長のゼップ・ブラッター及び副会長のミシェル・プラティニを8年間の資格停止にしたことを発表。これに対し両名は違反の事実を否定すると共に今回の決定を不服としてスポーツ仲裁裁判所に提訴することを明らかにした[161]。

- 22日
  - 【東京五輪】 2020年東京五輪・パラリンピックのメイン会場となる国立競技場のやり直しとなった設計・施工業者の選定で、建築家の隈研吾がデザインし、大成建設・梓設計らが提案した「A案」と同じく建築家の伊東豊雄がデザインし、日本設計・竹中工務店・清水建設・大林組の共同企業体が提案した「B案」の2案で争われ、A案を採用することを決定した。総工費はおよそ1490億円、完成は2019年11月の予定[162]。
  - 【水球】 日本水泳連盟は、水球のアジア選手権でリオ五輪出場権を取れなかった女子日本代表を2016年3月の世界最終予選に派遣することを断念する方針であることを明らかにした。正式決定は2016年1月に開かれる日本水連の常務理事会となるが、正式決定した場合はリオ五輪出場が完全に断たれることになる[163]。
- 24日 - 【レスリング】 リオ五輪でオリンピック4連覇を目指す吉田沙保里が、現在所属している綜合警備保障（ALSOK）を12月一杯で退社すると発表。しばらくはフリーで活動する[164]。
- 25日 - 【ラグビー】 先のW杯イングランド大会で強豪・南アフリカ代表を破るなど3勝を挙げる歴史的活躍を見せた日本代表が2015年の日本プロスポーツ大賞に選出された[165]。
- 26日・27日 - 【フィギュアスケート】 全日本選手権で、男子はショートプログラム首位の羽生結弦がフリーでも1位となり4連覇を達成[166]。また2位に入った宇野昌磨も来年行われる世界選手権代表に決定した[167]。一方女子は宮原知子が連覇。2位には中学2年生の樋口新葉が入ったが、年齢制限で世界選手権の代表にはなれないため3位の浅田真央、4位の本郷理華が代表入りとなった[168]。
- 28日 - 【相撲】大相撲の横綱・白鵬が、自身の持つ歴代単独最多の幕内優勝記録がギネス世界記録に認定されたことを発表。白鵬は今年の初場所で優勝し、大鵬を抜き史上単独最多の優勝33回を達成した[169]。
- 29日 -【ラグビー】 イングランドの最高峰リーグ・プレミアシップのバースは、W杯イングランド大会で日本代表のナンバー8として活躍したアマナキ・レレィ・マフィ（NTTコミュニケーションズ）と契約したと発表。日本のトップリーグが終了する来年1月下旬にチームに合流し、2015 - 16年シーズン終了までプレーし、終了後にNTTコムに再合流する予定[170]。

## アメリカンフットボール

### 日本の大会
- 第68回ライスボウル（1月3日、東京都文京区・東京ドーム）
  - 富士通フロンティアーズ（社会人代表、初優勝） 33-24 関西学院大学ファイターズ（学生代表）[171]
- 第70回毎日甲子園ボウル（12月13日、兵庫県西宮市・阪神甲子園球場）
  - 立命館大学パンサーズ（関西学生代表、5年ぶり8度目） 28-27 早稲田大学ビッグベアーズ（関東学生代表）[172]
- 第29回ジャパンエックスボウル（12月14日、東京ドーム）
  - パナソニック インパルス（X1ウェスト、7年ぶり7度目） 24-21 富士通フロンティアーズ（X1イースト）[173]

### 米国の大会
- 第49回スーパーボウル（2月1日、アリゾナ州グレンデール・ユニバーシティ・オブ・フェニックス・スタジアム）
  - ニューイングランド・ペイトリオッツ（AFC東地区、10年ぶり4度目） 28-24 シアトル・シーホークス（NFC西地区）[174]

## カーリング

### 日本国内
- 第32回日本カーリング選手権大会（2月8日〜15日、 日本 北海道北見市 アドヴィックス常呂カーリングホール）
  - 男子決勝: SC軽井沢クラブ 7-3 札幌[175]
  - 女子決勝: 北海道銀行フォルティウス 8-5 ロコ・ソラーレ北見[176]

## 競艇
SG・プレミアムGI・レディースチャレンジカップ競走の優勝者についてのみまとめるものとする。
| グレード | 競走名                                                 | 開催競艇場 | 期間            | 優勝者             |
| -------- | ------------------------------------------------------ | ---------- | --------------- | ------------------ |
| SG       | 第50回総理大臣杯競走（ボートレースクラシック）         | 尼崎       | 3月17日 - 22日  | 桐生順平（埼玉）   |
| GI       | 第16回競艇名人戦競走（マスターズチャンピオン）         | 児島       | 4月14日 - 19日  | 今村豊（山口）     |
| SG       | 第42回笹川賞競走（ボートレースオールスター）           | 大村       | 5月26日 - 31日  | 山崎智也（群馬）   |
| SG       | 第25回グランドチャンピオン決定戦競走                   | 宮島       | 6月23日 - 28日  | 山崎智也（群馬）   |
| SG       | 第20回オーシャンカップ競走                             | 三国       | 7月15日 - 20日  | 石野貴之（大阪）   |
| GI       | 第29回女子王座決定戦競走（レディースチャンピオン）     | 丸亀       | 8月4日 - 9日    | 滝川真由子（長崎） |
| SG       | 第61回モーターボート記念競走（ボートレースメモリアル） | 蒲郡       | 8月25日 - 30日  | 篠崎元志（福岡）   |
| GI       | 第2回ヤングダービー競走                                | 尼崎       | 9月22日 - 27日  | 松田祐季（福井）   |
| SG       | 第62回全日本選手権競走（ボートレースダービー）         | 浜名湖     | 10月20日 - 25日 | 守田俊介（滋賀）   |
| SG       | 第18回チャレンジカップ競走                             | 芦屋       | 11月24日 - 29日 | 笠原亮（静岡）     |
| GII      | 第2回レディースチャレンジカップ競走                    | 芦屋       | 11月24日 - 29日 | 寺田千恵（岡山）   |
| SG       | 第30回賞金王決定戦競走（ボートレースグランプリ）       | 住之江     | 12月18日 - 23日 | シリーズ 決定戦    |
| GI       | 第4回賞金女王決定戦競走（クイーンズクライマックス）    | 福岡       | 12月26日 - 31日 | シリーズ 決定戦    |

## 競馬

### オーストラリア
- ザBMW（3月28日、ローズヒルガーデンズ競馬場）
  - 優勝：ハートネル、騎手：ジェームズ・マクドナルド[177]

### UAE（アラブ首長国連邦）
- ドバイワールドカップデー（3月28日、メイダン競馬場）[178]
  - UAEダービー 優勝：ムブタヒージ、騎手：クリストフ・スミヨン
  - ドバイターフ 優勝：ソロウ、騎手：マキシム・ギュイヨン
  - ドバイシーマクラシック 優勝：ドルニヤ、騎手：クリストフ・スミヨン
  - ドバイワールドカップ 優勝：プリンスビショップ、騎手：ウィリアム・ビュイック

### フランス
- 第94回凱旋門賞（10月4日、ロンシャン競馬場）[179]
  - 優勝：ゴールデンホーン、騎手：ランフランコ・デットーリ

### 香港
- ロンジン香港国際競走（12月13日、沙田競馬場）[180]
  - 香港ヴァーズ 優勝：ハイランドリール、騎手：ライアン・ムーア
  - 香港スプリント 優勝：ペニアフォビア、騎手：ジョアン・モレイラ
  - 香港マイル 優勝：モーリス、騎手：ライアン・ムーア
  - 香港カップ 優勝：エイシンヒカリ、騎手：武豊

## ゴルフ

### 米国PGAツアー
- 第79回マスターズ・トーナメント（4月9日 - 12日、米国ジョージア州・オーガスタ・ナショナルGC/7435Yards, Par72）[181]
  - 優勝：ジョーダン・スピース（ 米国） -18（270）※メジャー初制覇[182]
    - 日本人で唯一出場した松山英樹は-11（277）で5位。来季大会出場権獲得
- 第115回全米オープン（6月18日 - 21日、米国ワシントン州・チェンバーズベイGC/7384Yards, Par70）
  - 優勝：ジョーダン･スピース（米国） -5（275）※今大会初優勝（メジャー2勝目）[183]
    - 日本人で唯一予選を通過した松山は+3（283）で18位タイ[184]
- 第144回全英オープンゴルフ（7月16日 - 20日、スコットランド・セントアンドリュース・オールドコース/7297Yards, Par72）
  - 優勝：ザック・ジョンソン（米国） -15（273）※ルイ・ウーストハイゼン（英語版）（ 南アフリカ共和国）とマーク・レイシュマン（英語版）（ オーストラリア）とのプレーオフを制す。今大会初優勝（メジャー2勝目）[185]
    - 日本人で唯一予選を通過した松山は-8（280）で18位タイ[186]
      - 前述の通り、17日の2日目が大雨のため3時間、18日の3日目が強風のため約10時間30分中断した影響で20日の月曜日が最終日となった。
- 第97回全米プロゴルフ選手権（8月13日 - 16日、米国ウィスコンシン州・ウィスリング・ストレイツコース/7501Yards, Par72）
  - 優勝：ジェイソン・デイ（ オーストラリア） -20（268）※メジャー初制覇[187]
    - 日本人最高は岩田寛の-7（281）で21位タイ

### 米国LPGAツアー
- ANAインスピレーション（4月2日 - 5日、米国カリフォルニア州・ミッションヒルズCC/6769Yards, Par72）[188]
  - 優勝：ブリタニー・リンシコム（ 米国） -9（279）※ステーシー・ルイス（ 米国）とのプレーオフを制す。今大会6年ぶり2度目（メジャー2勝目）
    - 日本人最高は宮里美香の-1（287）で29位タイ
- 第61回全米女子プロゴルフ選手権（6月11日 - 14日、米国ニューヨーク州・ウエストチェスターCC/6670Yards, Par73）[189]
  - 優勝：朴仁妃（ 韓国）-19（273）※大会三連覇（メジャー6勝目）
    - 日本人最高は横峯さくらの-6（286）で13位タイ[190]
- 第70回全米女子オープン（7月9日 - 12日、米国ペンシルベニア州・ランカスターCC/6406Yards, Par70）
  - 優勝：田仁智（ 韓国） -8（272）※全米女子ツアー初優勝がメジャー制覇[191]
    - 日本人最高は大山志保の-3（277）で5位タイ。来季大会出場権獲得[192]
- 全英リコー女子オープン（7月30日 - 8月2日、スコットランド・ターンベリーエイルサコース/6410Yards, Par72）
  - 優勝：朴仁妃（ 韓国） -12（276）※今大会初優勝（メジャー7勝目）[193]
    - 日本人最高は宮里美香の-5（283）で7位タイ[194]
- ザ・エビアン選手権（9月10日 - 13日、フランス・ザ・エビアンリゾートGC/6470Yards, Par71）
  - 優勝：リディア・コ（ ニュージーランド） -16（268）※メジャー初制覇、史上最年少メジャー制覇記録更新[195]
    - 日本人最高は宮里美香と野村敏京の+2（286）で34位タイ

### 米国シニア・チャンピオンズツアー
- 全米シニアプロゴルフ選手権（5月21日 - 24日、米国インディアナ州・ピート・ダイコース/7147Yards, Par72）
  - 優勝：コリン・モンゴメリー（ スコットランド） -8（280）※大会連覇[196]
    - 日本人最高は室田淳の+6（294）で22位タイ[197]
- 第36回全米シニアオープン選手権（6月25日～28日、米国カリフォルニア州・デル・パソCC/6994Yards, Par70）
  - 優勝：ジェフ・マガート（英語版）（ 米国） -10（270）※シニアメジャー初制覇[198]
    - 日本人最高は井戸木鴻樹のEVEN（280）で20位タイ
- 第29回全英シニアオープン（7月23日 - 26日、イングランド・サニングデールGCオールドコース/6618Yards, Par70）
  - 優勝：マルコ・ドーソン（英語版）（ 米国） -16（264）※シニアメジャー初制覇[199]
    - 日本人最高は倉本昌弘の+1（281）で34位タイ

### 日本男子ツアー（JGTO）
- 賞金王
  - 金庚泰（ 韓国） 1億6598万1625円（5年ぶり2度目）[200][201]
- 4大公式戦
  - 第83回日本プロゴルフ選手権大会（5月14日 - 17日、埼玉県熊谷市・太平洋クラブ江南コース/7053Yards, Par71）
    - 優勝：アダム・ブランド（ オーストラリア） -16（268）※日本男子ツアー初優勝がメジャー制覇[202]
      - 日本人最高は藤本佳則の-12（272）で3位

  - 第16回日本ゴルフツアー選手権（6月4日 - 7日、茨城県笠間市・宍戸ヒルズCC西コース/7326Yards, Par71）
    - 優勝：梁津萬（英語版）（リャン・ウェンチョン、 中国） -14（270）※日本男子ツアー初優勝がメジャー制覇[203]
      - 日本人最高は永野竜太郎の-9（275）で2位タイ

  - 第80回日本オープンゴルフ選手権競技（10月15日 - 18日、兵庫県神戸市北区・六甲国際GC東コース/7394Yards, Par72）
    - 優勝：小平智（ 日本） -13（275）※今大会初優勝（メジャー2勝目）[204]

  - 第52回ゴルフ日本シリーズ（12月3日 - 6日、東京都稲城市・東京よみうりCC/7023Yards, Par70）
    - 優勝：石川遼（ 日本） -14（266）※日本男子メジャー初制覇[205]

### 日本女子ツアー（JLPGA）
- 賞金女王
  - イ・ボミ（ 韓国） 2億3049万7057円（初）[206]
- 4大公式戦
  - 第43回ワールドレディスチャンピオンシップ（5月7日 - 10日、茨城県つくばみらい市・茨城GC東コース/6550Yards, Par72）
    - 優勝：田仁智（ 韓国） -12（276）※日本女子ツアー初参戦で初優勝、初メジャー勝利の快挙[207][208]
      - 日本人最高は上田桃子の-8（280）で2位

  - 第48回日本女子プロゴルフ選手権大会（9月10日 - 13日、長崎県長崎市・パサージュ琴海アイランドGC/6735Yards, Par72）
    - 優勝：テレサ・ルー（ 台湾） -7（281）※今大会初優勝（メジャー3勝目）[209]
      - 日本人最高は酒井美紀と上田桃子の-5（283）で2位タイ

  - 第48回日本女子オープンゴルフ選手権競技（10月1日 - 4日、石川県加賀市・片山津GC白山コース/6613Yards, Par72）
    - 優勝：田仁智（ 韓国） -2（286）※菊地絵理香、李美香（英語版）（イ・ミヒャン、 韓国）とのプレーオフを制す。今大会初優勝（メジャー2勝目）[210]

  - 第37回LPGAツアーチャンピオンシップ（11月26日 - 29日、宮崎県宮崎市・宮崎CC/6448Yards, Par72）
    - 優勝：申智愛（ 韓国） -7（281）※日本女子メジャー初制覇[211]
      - 日本人最高は大山志保の-1（287）で2位

## 柔道
- 世界柔道選手権大会（8月24日 - 8月30日、カザフスタン・アスタナ）
  - 競技結果は2015年世界柔道選手権大会参照
- 皇后盃全日本女子柔道選手権大会（4月20日、横浜文化体育館）
  - 優勝: 田知本愛（綜合警備保障：ALSOK）（初優勝）
- 全日本柔道選手権大会（4月29日、日本武道館）
  - 優勝: 原沢久喜（日本中央競馬会）（初優勝）

## 卓球
- 世界卓球選手権（4月26日 - 5月3日、中国・蘇州市
  - 競技結果は第53回世界卓球選手権個人戦参照
- 全日本卓球選手権大会（1月12日 - 18日、東京体育館）
  - 男子シングルス優勝: 水谷隼（DIOジャパン）（2年連続7回目）[212]
  - 女子シングルス優勝: 石川佳純（全農）（2年連続3回目）[213]
  - 男子ダブルス優勝: 森薗政崇（明治大学）&三部航平（青森山田高等学校）（2年連続2回目）[214]
  - 女子ダブルス優勝: 平野早矢香（ミキハウス）&石川佳純（全農）（5年ぶり2回目）[215]
  - 混合ダブルス優勝: 吉村真晴（愛知工業大学）&石川佳純（全農）（初優勝）[216]

## テニス

### グランドスラム
- 全豪オープン（1月19日 - 2月1日）
  - 男子シングルス優勝：ノバク・ジョコビッチ（ セルビア）（2年ぶり5回目）[217]
  - 女子シングルス優勝：セリーナ・ウィリアムズ（ アメリカ合衆国）（5年ぶり6回目）[218]
  - 男子ダブルス優勝：シモーネ・ボレッリ＆ファビオ・フォニーニ組（ イタリア）（初優勝）[219]
  - 女子ダブルス優勝：ベサニー・マテック＝サンズ（ アメリカ合衆国）&ルーシー・サファロバ組（ チェコ）（初優勝）[220]
  - 混合ダブルス優勝：リーンダー・パエス（ インド）&マルチナ・ヒンギス（ スイス）（初優勝）[221]
- 全仏オープン（5月24日 - 6月7日）
  - 男子シングルス優勝：スタニスラス・バブリンカ（ スイス）（初優勝）[222]
  - 女子シングルス優勝：セリーナ・ウィリアムズ（ アメリカ合衆国）（2年ぶり3回目）[223]
  - 男子ダブルス優勝：イワン・ドディグ（ クロアチア&マルセロ・メロ組（ ブラジル）（初優勝）[224]
  - 女子ダブルス優勝：ベサニー・マテック＝サンズ（ アメリカ合衆国）&ルーシー・サファロバ組（ チェコ）（初優勝）[225]
  - 混合ダブルス優勝：ベサニー マテック＝サンズ&マイク・ブライアン組( アメリカ合衆国)（初優勝）[226]
- ウインブルドン選手権（6月29日 - 7月12日）
  - 男子シングルス優勝：ノバク・ジョコビッチ（ セルビア）（2年連続3回目）[227]
  - 女子シングルス優勝：セリーナ・ウィリアムズ（ アメリカ合衆国）（3年ぶり6回目）[228]
  - 男子ダブルス優勝：ジャン＝ジュリアン・ロジェ（ オランダ）&ホリア・テカウ組（ ルーマニア）（初優勝）[229]
  - 女子ダブルス優勝：マルチナ・ヒンギス（ スイス）&サニア・ミルザ組（ イタリア）（初優勝）[230]
  - 混合ダブルス優勝：リーンダー・パエス（ インド）&　マルチナ・ヒンギス（ スイス）（初優勝）[231]
- 全米オープン（9月1日 - 9月14日）
  - 男子シングルス優勝：ノバク・ジョコビッチ（ セルビア）（4年ぶり2回目）[232]
  - 女子シングルス優勝：フラビア・ペンネッタ（ イタリア）（初優勝）[233]
  - 男子ダブルス優勝：ピエール＝ユーグ・エルベール&ニコラ・マユ組（ フランス）（初優勝）[234]
  - 女子ダブルス優勝：マルチナ・ヒンギス（ スイス）&サニア・ミルザ組（ インド）（初優勝）[235]
  - 混合ダブルス優勝：ベサニー・マテック＝サンズ&サム・クエリー（ アメリカ合衆国）（初優勝）[236]

## ボクシング

### 日本のジム所属選手の世界戦
| 開催日   | 会場                                                                            | タイトル種別                                       | 対戦者                                    | 結果              | 対戦者                                            |
| -------- | ------------------------------------------------------------------------------- | -------------------------------------------------- | ----------------------------------------- | ----------------- | ------------------------------------------------- |
| 2月19日  | 東京都文京区 後楽園ホール                                                       | WBC女子世界アトム級 タイトルマッチ                 | 小関桃 （王者/青木）                      | ☆2回1分19秒KO★    | アイサー・アリコ （11位/ フィリピン）             |
| 2月19日  | 東京都文京区 後楽園ホール                                                       | IBF女子世界ジュニアフライ級 タイトルマッチ         | 柴田直子 （王者/ワールド）                | ☆判定2-0★         | 花形冴美 （6位/花形）                             |
| 2月28日  | 大阪府大阪市大正区 アゼリア大正                                                 | WBO女子世界アトム級 タイトルマッチ                 | 池山直 （王者/フュチュール）              | ☆判定3-0★         | ノル・グロ （ フィリピン）                        |
| 2月28日  | 大阪府大阪市大正区 アゼリア大正                                                 | WBO女子世界ミニフライ級 タイトルマッチ             | 池原シーサー久美子 （王者/フュチュール）  | 1回終了時負傷引分 | ジョゼベル・パガデュアン （ フィリピン）          |
| 4月16日  | 大阪府大阪市浪速区 大阪府立体育会館                                             | WBC世界バンタム級 タイトルマッチ                   | 山中慎介 （王者/帝拳）                    | ☆7回36秒KO★       | ディエゴ・サンティリャン （7位/ アルゼンチン）    |
| 4月22日  | 大阪府大阪市浪速区 大阪府立体育会館                                             | IBF世界ミニマム級 タイトルマッチ                   | 高山勝成 （王者/仲里）                    | ☆負傷判定3-0★     | ファーラン・サックリン・ジュニア （9位/ タイ）    |
| 4月22日  | 大阪府大阪市浪速区 大阪府立体育会館                                             | WBA世界フライ級 タイトルマッチ                     | 井岡一翔 （3位/井岡）                     | ☆判定2-0★         | ファン・カルロス・レベコ （王者/ アルゼンチン）   |
| 4月29日  | 大阪府堺市北区 堺市産業振興センター                                             | WBA女子世界ミニマム級 タイトルマッチ               | 好川菜々 （9位/堺東ミツキ）               | ★判定0-3☆         | アナベル・オルティス （王者/ メキシコ）           |
| 5月1日   | 東京都大田区 大田区総合体育館                                                   | WBC世界スーパーフェザー級 タイトルマッチ           | 三浦隆司 （王者/帝拳）                    | ☆3回1分29秒TKO★   | ビリー・ディブ （6位/ オーストラリア）            |
| 5月1日   | アメリカ合衆国ネバダ州ラスベガス ザ・コスモポリタン内チェルシー・ボール・ルーム | WBO世界ライト級 王座決定戦                         | 粟生隆寛 （1位/帝拳）                     | ★2回1分29秒TKO☆   | レイムンド・ベルトラン （4位/ メキシコ）          |
| 5月6日   | 東京都大田区 大田区総合体育館                                                   | WBAスーパー・世界スーパーフェザー級 タイトルマッチ | 内山高志 （スーパー王者/ワタナベ）        | ☆2回1分15秒TKO★   | ジョムトーン・チュワタナ （7位/ タイ）            |
| 5月6日   | 東京都大田区 大田区総合体育館                                                   | WBO女子世界ミニフライ級 タイトルマッチ             | 池原シーサー久美子 （王者／フュチュール） | ☆負傷判定2-1★     | 江畑佳代子 （ワタナベ）                           |
| 5月6日   | 東京都大田区 大田区総合体育館                                                   | WBA世界ライトフライ級 タイトルマッチ               | 田口良一 （王者／ワタナベ）               | ☆8回36秒TKO★      | クワンタイ・シッモーセン （14位/ タイ）           |
| 5月9日   | 大阪府豊中市 アクア文化ホール                                                   | WBC女子世界ミニフライ級 タイトルマッチ             | 黒木優子 （王者/YuKO）                    | ☆判定3-0★         | 秋田屋まさえ （12位/ワイルドビート）              |
| 5月9日   | アメリカ合衆国テキサス州イダルゴ ステート・ファーム・アリーナ                   | WBA世界バンタム級 タイトルマッチ                   | 亀田和毅 （前WBO王者/亀田）               | ★判定0-3☆         | ジェームス・マクドネル （王者/ イギリス）         |
| 5月16日  | アメリカ合衆国カリフォルニア州イングルウッド ザ・フォーラム                     | WBC世界フライ級 タイトルマッチ                     | ローマン・ゴンサレス （王者/ ニカラグア） | ☆2回2分37秒TKO★   | エドガル・ソーサ （2位/ メキシコ）                |
| 5月30日  | 愛知県小牧市 パークアリーナ小牧                                                 | WBO世界ミニマム級 王座決定戦                       | 田中恒成 （2位/畑中）                     | ☆判定3-0★         | フリアン・イェドラス （1位/ メキシコ）            |
| 5月30日  | イギリスロンドン O2アリーナ                                                     | WBC世界ライト級 タイトルマッチ                     | ホルヘ・リナレス （王者/帝拳）            | ☆10回2分57秒TKO★  | ケビン・ミッチェル （1位/ イギリス）              |
| 6月13日  | イギリスブリストル ウィットチャーチ・スポーツ・センター                         | IBF世界バンタム級 暫定王座決定戦                   | 岩佐亮佑 （3位/セレス）                   | ★6回2分10秒TKO☆   | リー・ハスキンス （4位/ イギリス）                |
| 8月7日   | タイラーチャブリー県 ラーチャブリー・スタジアム                                 | WBO世界バンタム級 王座決定戦                       | 赤穂亮 （1位/横浜光）                     | ★2回1分8秒KO☆     | プンルアン・ソー・シンユー （2位/ タイ）          |
| 8月22日  | チリアントファガスタ州アントファガスタ · ポリデポリティーボ・センテナリオ       | IBF女子バンタム級 タイトルマッチ                   | 天海ツナミ （OPBF女子王者/アルファ）      | ★判定0-3☆         | カロリナ・ロドリゲス · （王者/ チリ）             |
| 9月6日   | アメリカ合衆国テキサス州コーパスクリスティ アメリカン・バンク・センター         | WBA世界バンタム級 タイトルマッチ                   | 亀田和毅 （4位/亀田）                     | ★判定0-3☆         | ジェームス・マクドネル （王者/ イギリス）         |
| 9月22日  | 東京都大田区 大田区総合体育館                                                   | WBC世界バンタム級 タイトルマッチ                   | 山中慎介 （王者/帝拳）                    | ☆判定2-1★         | アンセルモ・モレノ （2位/ パナマ）                |
| 9月27日  | 大阪府大阪市浪速区 大阪府立体育会館                                             | IBF世界ミニマム級 タイトルマッチ                   | 高山勝成 （王者/仲里）                    | ☆8回1分20秒TKO★   | 原隆二 （10位/大橋）                              |
| 9月27日  | 大阪府大阪市浪速区 大阪府立体育会館                                             | WBA世界フライ級 タイトルマッチ                     | 井岡一翔 （王者/井岡）                    | ☆判定3-0★         | ロベルト・ドミンゴ・ソーサ （10位/ アルゼンチン） |
| 10月10日 | ベネズエラカラカス ポリエドロ・デ・カラカス                                     | WBC世界ライト級 タイトルマッチ                     | ホルヘ・リナレス （王者/帝拳）            | ☆4回58秒TKO★      | イバン・カノ （10位/ メキシコ）                   |
| 10月16日 | アメリカ合衆国イリノイ州シカゴ UICパビリオン                                    | WBA世界スーパーフライ級 タイトルマッチ             | 河野公平 （王者/ワタナベ）                | ☆判定3-0★         | 亀田興毅 （2位/亀田）                             |
| 10月17日 | アメリカ合衆国ニューヨーク州ニューヨーク マディソン・スクエア・ガーデン         | WBC世界フライ級 タイトルマッチ                     | ローマン・ゴンサレス （王者/ ニカラグア） | ☆9回2分43秒TKO★   | ブライアン・ビロリア （2位/ アメリカ合衆国）      |
| 10月22日 | 東京都文京区 後楽園ホール                                                       | WBA・WBC世界アトム級 王座統一戦                    | 小関桃 （WBC王者/青木）                   | ☆判定3-0★         | 宮尾綾香 （WBA王者/大橋）                         |
| 12月29日 | 東京都江東区 有明コロシアム                                                     | IBF世界ライトフライ級 タイトルマッチ               | ハビエル・メンドーサ （王者/ メキシコ）   | ★判定0-3☆         | 八重樫東 （8位/大橋）                             |
| 12月29日 | 東京都江東区 有明コロシアム                                                     | WBO世界スーパーフライ級 タイトルマッチ             | 井上尚弥 （王者/大橋）                    | ☆2回1分20秒TKO★   | ワーリト・パレナス （1位/ フィリピン）            |
| 12月31日 | 東京都大田区 大田区総合体育館                                                   | WBA世界フェザー級 タイトルマッチ                   | 内山高志 （王者/ワタナベ）                | ☆3回1分47秒TKO★   | オリバー・フローレス （6位/ ニカラグア）          |
| 12月31日 | 東京都大田区 大田区総合体育館                                                   | WBA世界ライトフライ級 タイトルマッチ               | 田口良一 （王者/ワタナベ）                | ☆9回終了TKO★      | ルイス・デラローサ · （7位/ コロンビア）          |
| 12月31日 | 愛知県名古屋市中区 愛知県体育館                                                 | WBO世界ミニマム級 タイトルマッチ                   | 田中恒成 （王者/畑中）                    | ☆6回2分15秒KO★    | ビック・サルダール （4位/ フィリピン）            |
| 12月31日 | 大阪府大阪市浪速区 大阪府立体育会館                                             | WBA世界フライ級 タイトルマッチ                     | 井岡一翔 （王者/井岡）                    | ☆11回1分57秒TKO★  | ファン・カルロス・レベコ （2位/ アルゼンチン）    |
| 12月31日 | 大阪府大阪市浪速区 大阪府立体育会館                                             | IBF世界ミニマム級 タイトルマッチ                   | 高山勝成 （王者/仲里）                    | ★9回負傷判定1-2☆  | ホセ・アルグメド （8位/ メキシコ）                |

## モータースポーツ
- FIA F1世界選手権シリーズ
  - ドライバーズ・チャンピオン：ルイス・ハミルトン（ イギリス、メルセデス、2年連続3度目）[244]
  - コンストラクターズ・チャンピオン：メルセデス（2年連続2度目）[245]
  - 日本グランプリ（9月25日 - 27日、三重県鈴鹿市・鈴鹿サーキット/決勝5.807 km×53周）
    - 優勝：ルイス・ハミルトン（ イギリス、メルセデス） 1時間28分06秒508（大会連覇）[246]

- WEC 世界耐久選手権シリーズ
  - 第83回ル・マン24時間耐久自動車レース決勝（6月13日・14日、 フランス・ル・マン市・サルト・サーキット/1周13.629 km）[247]
    - 総合優勝・LMP1クラス優勝：ポルシェ911・ハイブリッド19号車 395周
    - LMP2クラス優勝：オレカ05・ニッサン47号車 358周
    - LM-GTEプロクラス優勝：シボレー・コルベットC7.R64号車 337周
    - LM-GTEアマクラス優勝：フェラーリ458・イタリア72号車 332周

## ラグビー

### ワールドカップ
- ラグビーワールドカップ2015（9月18日 - 10月31日、イングランド）
  - 優勝：ニュージーランド（2大会連続3度目）

### 第52回日本選手権
- 第52回日本ラグビーフットボール選手権大会・決勝（2月28日、東京都港区・秩父宮ラグビー場）
  - ヤマハ発動機ジュビロ（初優勝） 15-3 サントリーサンゴリアス[248]

### ジャパンラグビートップリーグ
- レギュラーシーズン1stステージ：2014年8月22日 - 10月19日、2ndステージ：2014年11月28日 -2015年1月11日（2ndステージ順位）
  - 1位 : 神戸製鋼コベルコスティーラーズ 勝点29　得失点差+129
  - 2位 : パナソニック ワイルドナイツ  勝点29　得失点差+87
  - 3位 : 東芝ブレイブルーパス勝点28
  - 4位 : ヤマハ発動機ジュビロ 勝点27
    - 以上4チームがプレーオフ（LIXIL CUP）に進出[249]。
- プレーオフ・決勝（2月1日、秩父宮ラグビー場）
  - パナソニック ワイルドナイツ（2年連続3度目[250]） 30-12 ヤマハ発動機ジュビロ[251]

### 日本の学生ラグビー
- 第94回全国高等学校ラグビーフットボール大会・決勝（1月7日、大阪府東大阪市・近鉄花園ラグビー場）
  - 東福岡高等学校（福岡県、3年ぶり5回目） 57-5 御所実業高等学校（奈良県代表）[252]
- 第51回全国大学ラグビーフットボール選手権大会・決勝（1月10日、東京都調布市・味の素スタジアム）
  - 帝京大学（6年連続6度目） 50-7 筑波大学[253]

## 陸上競技

### マラソン

#### 総合
- 東京マラソン2015（2月22日、東京都新宿区・東京都庁前スタート/東京都江東区・東京ビッグサイトゴール）[254]
  - 男子優勝：エンデショー・ネゲセ（ エチオピア） 2時間06分00秒（大会初優勝）
  - 日本勢最高：今井正人（トヨタ自動車九州） 2時間07分39秒（7位）
  - 女子優勝：ベルハネ・ディババ（ エチオピア） 2時間23分15秒（大会初優勝）
  - 日本勢最高：扇まどか（十八銀行） 2時間30分25秒（7位）

#### 男子
- 第64回別府大分毎日マラソン（2月1日、大分県大分市・大分マリーンパレス水族館（うみたまご）前スタート/大分市営陸上競技場ゴール）
  - 優勝：ツールデ・エスティファノス（ エリトリア） 2時間10分18秒（大会初優勝）
  - 日本勢最高：門田浩樹（カネボウ） 2時間10分46秒（2位）[255]
- 第70回びわ湖毎日マラソン（3月1日、滋賀県大津市・皇子山陸上競技場発着）
  - 優勝：サムエル・ドゥング（ ケニア） 2時間09分08秒（今大会2勝目）
  - 日本勢最高：前田和浩（九電工） 2時間11分46秒（4位）[256]
- 第69回福岡国際マラソン（12月6日、福岡県福岡市中央区・平和台陸上競技場発着）
  - 優勝：パトリック・マカウ（ ケニア） 2時間8分18秒（大会連覇）
  - 日本勢最高：佐々木悟（旭化成） 2時間8分56秒（3位）[257]

#### 女子
- 第34回大阪国際女子マラソン（1月25日、大阪府大阪市東住吉区・ヤンマースタジアム長居発着）
  - 優勝：タチアナ・ガメラ＝シュミルコ（ ウクライナ） 2時間22分09秒（大会三連覇） 前述の#できごと節に記載した通りドーピング違反による優勝剥奪により打ち消し線挿入
  - 日本勢最高：重友梨佐（天満屋） 2時間26分39秒（3位）[258]
- 名古屋ウィメンズマラソン2015（3月8日、愛知県名古屋市東区・ナゴヤドーム前スタート/ナゴヤドーム内ゴール）
  - 優勝：ユニスジェプキルイ・キルワ（ バーレーン） 2時間22分08秒（大会新記録・大会初優勝）[259]
  - 日本勢最高：前田彩里（ダイハツ） 2時間22分48秒（3位）[260]
- 第1回さいたま国際マラソン（11月15日、埼玉県さいたま市中央区・さいたまスーパーアリーナ発着）
  - 優勝：アツェデ・バイサ（ エチオピア） 2時間25分43秒（大会初優勝）
  - 日本勢最高：吉田香織（ランナーズパルス） 2時間28分43秒（2位）[261]

### 駅伝

#### 男女同日開催
- 男子第66回・女子第27回全国高等学校駅伝競走大会（12月20日、京都府京都市右京区・西京極陸上競技場発着/男子7区間・42.195 km/女子5区間・21.0975 km）
  - 男子優勝：広島県立世羅高等学校 2時間01分18秒（大会新記録・2年連続9度目）
  - 女子優勝：広島県立世羅高等学校 1時間07分37秒（初制覇）
    - 世羅高等学校は1993年の仙台育英学園高等学校以来2校目となる男女アベック優勝を飾った[262]。

#### 男子
- 第59回全日本実業団対抗駅伝競走大会（1月1日、群馬県前橋市・群馬県庁前発着/7区間・100.0 km）
  - 優勝：トヨタ自動車（中部・愛知県） 4時間51分41秒（4年ぶり2度目）[263]
- 第91回東京箱根間往復大学駅伝競走（1月2日 - 3日、東京都千代田区・読売新聞東京本社前⇔神奈川県足柄下郡箱根町・芦ノ湖往復/往路5区間・107.5 km/復路5区間・109.6 km）
  - 総合優勝：青山学院大学 10時間49分27秒（初優勝）[264]
  - 往路優勝：青山学院大学 5時間23分58秒（初優勝）[265]
  - 復路優勝：青山学院大学 5時間25分29秒（初優勝）[264]
- 第20回天皇盃全国都道府県対抗男子駅伝競走大会（1月18日、広島県広島市中区・広島平和記念公園発着/7区間・48.0 km）
  - 優勝：埼玉県 2時間19分14秒（初優勝）[266]
- 第27回出雲全日本大学選抜駅伝競走（10月12日、島根県出雲市・出雲大社スタート/出雲ドーム前ゴール/6区間・45.1 km）
  - 優勝：青山学院大学 2時間9分5秒（2大会ぶり2度目）[267]
- 第47回全日本大学駅伝対校選手権大会（11月1日、愛知県名古屋市熱田区・熱田神宮西門前スタート/三重県伊勢市・伊勢神宮内宮宇治橋前ゴール/8区間・106.8 km）
  - 優勝：東洋大学 5時間13分04秒（初優勝）[268]

#### 女子
- 第33回皇后盃全国都道府県対抗女子駅伝競走大会（1月11日、西京極陸上競技場発着/9区間・42.195 km）
  - 優勝：大阪府 2時間17分26秒（3年ぶり3度目）[269]
- 第33回全日本大学女子駅伝対校選手権大会（10月25日、宮城県仙台市宮城野区・仙台市陸上競技場スタート/仙台市青葉区・仙台市役所前市民広場ゴール/6区間・38.0 km）
  - 優勝：立命館大学 2時間02分52秒（大会新記録・5年連続10度目）[270]
- 第35回全日本実業団対抗女子駅伝競走大会（12月13日、宮城県宮城郡松島町・松島町文化観光交流館前スタート/仙台市宮城野区・仙台市陸上競技場ゴール/6区間・42.195 km）
  - 優勝：デンソー（三重県） 2時間14分22秒（大会新記録・3年連続3度目）[271]
- 第10回全日本大学女子選抜駅伝競走大会（12月30日、静岡県富士宮市・富士山本宮浅間大社前スタート/富士市・富士総合運動公園陸上競技場ゴール/7区間・43.4 km）
  - 優勝：立命館大学 2時間21分50秒（3年連続9回目）[272]

## 死去

### 1月 - 3月
- 1月1日 - 柳江仁（岐阜県、競馬（調教師、岐阜県地方競馬組合所属）、* 1955年）[273]
- 1月5日（死亡公表） - ジャン＝ピエール・ベルトワーズ（フランス、モータースポーツ（元F1レーサー、1972年モナコGP覇者）、* 1937年）[274]
- 1月10日 - 都沢凡夫（北海道、バレーボール（元筑波大学バレーボール部監督）、* 1948年）[275]
- 1月18日
  - 大豊泰昭（台湾、野球（元中日ドラゴンズ・阪神タイガース）、* 1963年）[276]
  - 岩下守道（長野県、野球（元読売ジャイアンツ・国鉄スワローズ・近鉄バファローズ）、* 1931年）[277]
- 1月20日 - 斉藤仁（青森県、柔道（1984年ロス五輪・1988年ソウル五輪95kg超級金メダリスト）、* 1961年）[278]
- 2月2日 - 鶴峯治（鹿児島県、競泳（1964年東京五輪・1968年メキシコ五輪代表）、* 1941年）[279]
- 2月7日
  - ビリー・キャスパー（アメリカ合衆国、ゴルフ（1970年マスターズ覇者）、* 1931年）[280]
  - ディーン・スミス（アメリカ合衆国、バスケットボール、* 1931年）[281]
- 2月8日 - マリオ・バスケス・ラーニャ（メキシコ、各国オリンピック委員会連合（ANOC）初代会長、元国際オリンピック委員会理事、* 1932年）[282]
- 2月11日 - ジェリー・ターカニアン（アメリカ合衆国、バスケットボール、* 1930年）[283]
- 2月14日 - ビレム・ルスカ（オランダ、柔道（1972年ミュンヘン五輪二階級制覇）、* 1940年）[284]
- 2月18日 - 太田光雄（静岡県、競泳（1972年ミュンヘン五輪日本代表監督）、* 1922年）[285]
- 2月22日 - 松橋義喜（長野県、野球（元阪急ブレーブス・国鉄スワローズ、セ・リーグ審判員）、* 1933年）[286]
- 2月24日 - 宮尾辰男（新潟県、スキー（1956年コルチナ・ダンペッツオ五輪代表、元全日本スキー連盟理事）、* 1928年）[287]
- 2月26日 - 藤井義将（福岡県、ゴルフ（1971年日本オープン覇者、元日本プロゴルフ協会理事。ジャンボこと尾崎将司らを指導）、* 1929年）[288]
- 2月27日（死亡確認） - 後藤浩輝（神奈川県、競馬（騎手、日本中央競馬会所属）、* 1974年）[289]

### 4月 - 6月
- 4月22日 - 阿部珠樹（北海道、スポーツライター、* 1957年）[290]
- 4月27日 - バーン・ガニア（アメリカ合衆国、プロレス、* 1926年）[291]
- 4月28日 - 阿修羅・原（長崎県、ラグビー（元日本代表）・プロレス、* 1947年）[292]
- 5月17日 - 松本恵二（京都府、モータースポーツ（1979年全日本F2選手権、1983年富士GC王者）、* 1949年）[293][294]
- 5月26日 - 富田勝（大阪府、野球（元南海ホークス・読売ジャイアンツ・日本ハムファイターズ・中日ドラゴンズ。「法政三羽ガラス」の1人）、* 1946年）[295]
- 6月2日 - 若林修（カナダ、アイスホッケー（元日本代表、1972年札幌五輪から三大会連続で五輪に出場）、* 1944年）[296]
- 6月3日 - 備前夕子 （神奈川県、バレーボール・元日立ベルフィーユ、*1975年）[297]
- 6月20日 - 貴ノ浪貞博（青森県、大相撲（元大関）、* 1971年）[298]

### 7月 - 9月
- 7月8日 - ケン・ステイブラー（アメリカ、アメリカンフットボール、* 1945年）
- 7月14日 - 高橋一三（広島県、野球（元読売ジャイアンツ・日本ハムファイターズ・山梨学院大野球部監督。1959年・1973年沢村賞受賞投手）、* 1946年）[299]
- 7月17日 - ジュール・ビアンキ（フランス、モータースポーツ（F1レーサー）、* 1989年）[300]
- 7月23日 - 上田昭夫（東京都、ラグビー（元日本代表・慶応大ラグビー部監督）、フジテレビキャスター、* 1952年）[301]
- 8月5日 - 児玉広志（香川県、競輪（2000年賞金王）、* 1969年）[302]
- 9月7日 - 備前喜夫（広島県、野球（元広島東洋カープ選手・二軍監督・チーフスカウト）、* 1933年）[303]
- 9月17日 - デットマール・クラマー（ドイツ、サッカー（元日本代表コーチ、「日本サッカーの父」と呼ばれた人物）、* 1925年）[304][305]
- 9月19日 - ゴーマン美智子（中国、マラソン（女性初のマラソン3時間切り達成、ボストン・ニューヨーク各2回優勝）、* 1935年）[306]
- 9月22日 - ヨギ・ベラ（アメリカ合衆国、野球（元ニューヨーク・ヤンキース・ニューヨーク・メッツ選手・監督、1972年アメリカ野球殿堂入り、捕手で最多となる三度のMVP獲得）、* 1925年）[307]
- 9月23日 - 中村勝広（千葉県、野球（現阪神タイガースゼネラルマネージャー、元選手・監督・二軍監督、元オリックス・バファローズ監督・ゼネラルマネージャー）、* 1949年）[308]
- 9月27日 - 石井連蔵（茨城県、野球（元早稲田大学野球部監督）、* 1932年）[309]

### 10月 - 12月
- 10月12日 - リカルド・カルドナ（コロンビア、ボクシング（元WBA世界スーパーバンタム級王者、* 1952年）[310]
- 10月16日 - 盛田幸妃（北海道、野球（元横浜大洋ホエールズ・近鉄バファローズ）、 * 1969年）[311]
- 10月25日（死亡公表） - フリップ・ソーンダーズ（アメリカ合衆国、バスケットボール（NBA・ミネソタ・ティンバーウルブズ監督）、* 1955年）[312]
- 11月7日 - 石田雄彦（大阪府、競輪（1950年から3年連続で最優秀選手賞を獲得）、* 1934年）[313]
- 11月10日（死去報道） - パット・エデリー（イギリス・アイルランド、競馬（1986年ジャパンカップ優勝騎手）、* 1952年）[314][315]
- 11月14日 - ニック・ボックウィンクル（アメリカ合衆国、プロレス（WWE殿堂入り、日本のプロレス団体にも所属）、* 1934年）[316]
- 11月18日 - ジョナ・ロムー（ニュージーランド、ラグビー（元ニュージーランド代表）、* 1975年）[317]
- 11月20日 - 北の湖敏満（北海道、大相撲（第55代横綱、日本相撲協会理事長）、* 1953年）[318]
- 11月21日 - ケン・ジョンソン（アメリカ合衆国、野球（元アトランタ・アスレチックス・ニューヨーク・ヤンキースなど。1964年に9回無安打に抑えながら敗戦投手となる珍記録を樹立）、* 1933年）[319]
- 11月25日 - オニール・ベル（ジャマイカ、ボクシング（世界三団体クルーザー級世界王者）、* 1974年）[320][321]
- 11月28日 - タリフォラウ・タカウ（トンガ、ラグビー（トップリーグ・ホンダヒート所属）、* 1988年）[322]
- 12月27日 - デーブ・ヘンダーソン（アメリカ合衆国、野球（ボストン・レッドソックス・サンフランシスコ・ジャイアンツ・オークランド・アスレチックスなど、* 1958年）[323]